# Huaröd
Huaröd is een dorp in de gemeente Kristianstad in de in Zweden gelegen provincie Skåne. Het dorp is gelegen op de heuvelrug Linderödsåsen. Het heeft een inwoneraantal van 242 en een oppervlakte van 45 hectare (2010).
Het dorp heeft een eigen openluchtzwembad.